# David Fiegen
David Fiegen, född den 3 september 1984 i Esch-sur-Alzette, är en friidrottare från Luxemburg som tävlar i medeldistanslöpning.
Fiegens genombrott kom när han 2002 blev bronsmedaljör vid junior-VM på 800 meter. Han deltog som senior vid Olympiska sommarspelen 2004 där han blev utslagen i försöken. Vid EM 2006 i Göteborg blev han den första medaljör från Luxemburg någonsin när han blev silvermedaljör på 800 meter på tiden 1.46,59.

## Personliga rekord
- 800 meter - 1.44,81
- 1000 meter - 2.17,51
- 1500 meter - 3.39,98